# IIHF European Women Champions Cup 2005
Der IIHF European Women Champions Cup 2005 war die zweite Austragung des von der Internationalen Eishockey-Föderation IIHF ausgetragenen Wettbewerbs. Am vom 14. Oktober bis 4. Dezember 2005 ausgetragenen Turnier nahmen 13 Mannschaften aus zwölf Ländern teil. Die Finalrunde wurde vom 2. bis 4. Dezember 2005 im schwedischen Stockholm ausgetragen.
Ein Finalrundenteilnehmer war gesetzt, der Gastgeber und Titelverteidiger AIK Solna. Die drei weiteren Finalteilnehmer wurden in drei Qualifikationsturnieren ermittelt.

## Qualifikation
Die Spiele der Qualifikation fanden vom 14. bis zum 16. Oktober 2005 statt. Als Austragungsort für die Gruppe A fungierte die estnische Hauptstadt Tallinn, in Budapest wurden die Spiele der Gruppe B ausgetragen und in Unna fanden die Paarungen der Gruppe C statt.

### Gruppe A
In der Gruppe A erreichten die favorisierten Espoo Blues mit drei souveränen und hohen Siegen die Finalrunde. Durch einen 42:0-Sieg über die gastgebenden Dreamland Queens Tallinn schlossen sie das Turnier mit einem Torverhältnis von 54:1 ab. Die Dreamland Queens Tallinn hingegen verloren dreimal mit mindestens zwölf Toren Unterschied und wiesen ein Torverhältnis von 1:81 auf.
| 14. Oktober 2005 | Dreamland Queens Tallinn | 0:42 (-:-, -:-, -:-) | Espoo Blues    | Premia jäähall, Tallinn Zuschauer: |
| 14. Oktober 2005 | SHK Laima Riga           | 0:5 (-:-, -:-, -:-)  | Aisulu Almaty  | Premia jäähall, Tallinn Zuschauer: |
| 15. Oktober 2005 | Dreamland Queens Tallinn | 0:26 (-:-, -:-, -:-) | Aisulu Almaty  | Premia jäähall, Tallinn Zuschauer: |
| 15. Oktober 2005 | Espoo Blues              | 7:0 (-:-, -:-, -:-)  | SHK Laima Riga | Premia jäähall, Tallinn Zuschauer: |
| 16. Oktober 2005 | Aisulu Almaty            | 1:5 (-:-, -:-, -:-)  | Espoo Blues    | Premia jäähall, Tallinn Zuschauer: |
| 16. Oktober 2005 | Dreamland Queens Tallinn | 1:13 (-:-, -:-, -:-) | SHK Laima Riga | Premia jäähall, Tallinn Zuschauer: |

| Pl. |                          | Sp | S | U | N | Tore  | Punkte |
| 1.  | Espoo Blues              | 3  | 3 | 0 | 0 | 54:01 | 6      |
| 2.  | Aisulu Almaty            | 3  | 2 | 0 | 1 | 32:05 | 4      |
| 3.  | SHK Laima Riga           | 3  | 1 | 0 | 2 | 13:13 | 2      |
| 4.  | Dreamland Queens Tallinn | 3  | 0 | 0 | 3 | 01:81 | 0      |

### Gruppe B
Wie in Gruppe A musste auch in Gruppe B der Gastgeber, UTE Marilyn Budapest,  hohe Niederlagen hinnehmen und schied chancenlos aus. Das Ticket zur Finalteilnahme löste der russische Meister SKIF Moskau, der mit drei Siegen souverän den ersten Platz belegte. Entscheidend war dabei vor allem der Sieg über MB Hockey Skärholmen aus Schweden am zweiten Turniertag.
| 14. Oktober 2005 | UTE Marilyn Budapest | 0:20 (0:9, 0:7, 0:4) | SKIF Moskau          | Budapest Zuschauer: |
| 14. Oktober 2005 | HC Rødovre           | 3:8 (1:6, 0:1, 2:1)  | MB Hockey Skärholmen | Budapest Zuschauer: |
| 15. Oktober 2005 | UTE Marilyn Budapest | 1:8 (-:-, -:-, -:-)  | HC Rødovre           | Budapest Zuschauer: |
| 15. Oktober 2005 | MB Hockey Skärholmen | 1:3 (1:2, 0:1, 0:0)  | SKIF Moskau          | Budapest Zuschauer: |
| 16. Oktober 2005 | SKIF Moskau          | 3:1 (0:0, 2:1, 1:0)  | HC Rødovre           | Budapest Zuschauer: |
| 16. Oktober 2005 | UTE Marilyn Budapest | 0:14 (0:4, 0:7, 0:3) | MB Hockey Skärholmen | Budapest Zuschauer: |

| Pl. |                      | Sp | S | U | N | Tore  | Punkte |
| 1.  | SKIF Moskau          | 3  | 3 | 0 | 0 | 26:02 | 6      |
| 2.  | MB Hockey Skärholmen | 3  | 2 | 0 | 1 | 23:06 | 4      |
| 3.  | HC Rødovre           | 3  | 1 | 0 | 2 | 12:12 | 2      |
| 4.  | UTE Marilyn Budapest | 3  | 0 | 0 | 3 | 01:42 | 0      |

### Gruppe C
Die Gruppe C sah den Schweizer Meister EV Zug die nächste Runde erreichen. Ihren Anspruch auf den Gruppensieg untermauerten sie bereits am ersten Turniertag, wo der HC Cergy-Pontoise mit 12:0 geschlagen wurde. Da Zug auch am zweiten Spieltag siegte und Cergy-Pontoise den Gastgeber aus Bergkamen bezwang, gingen die Eidgenössinnen mit zwei Punkten Vorsprung in den letzten Tag. Mit einem weiteren Sieg stellten sie die Finalteilnahme sicher.
| 14. Oktober 2005 17:00 Uhr | EV Zug            | 12:0 (-:-, -:-, -:-) | HC Cergy-Pontoise | Eissporthalle, Unna Zuschauer: |
| 14. Oktober 2005 20:00 Uhr | EC Bergkamen      | 3:2 (1:2, 0:0, 2:0)  | MHK Martin        | Eissporthalle, Unna Zuschauer: |
| 15. Oktober 2005 16:00 Uhr | EV Zug            | 13:3 (4:0, 3:2, 6:1) | MHK Martin        | Eissporthalle, Unna Zuschauer: |
| 15. Oktober 2005 19:00 Uhr | EC Bergkamen      | 3:5 (2:1, 1:1, 0:3)  | HC Cergy-Pontoise | Eissporthalle, Unna Zuschauer: |
| 16. Oktober 2005 12:00 Uhr | HC Cergy-Pontoise | 4:4 (1:0, 1:3, 2:1)  | MHK Martin        | Eissporthalle, Unna Zuschauer: |
| 16. Oktober 2005 15:00 Uhr | EC Bergkamen      | 1:3 (0:1, 1:1, 0:1)  | EV Zug            | Eissporthalle, Unna Zuschauer: |

| Pl. |                   | Sp | S | U | N | Tore  | Punkte |
| 1.  | EV Zug            | 3  | 3 | 0 | 0 | 28:04 | 6      |
| 2.  | HC Cergy-Pontoise | 3  | 1 | 1 | 1 | 09:19 | 3      |
| 3.  | EC Bergkamen      | 3  | 1 | 0 | 2 | 07:10 | 2      |
| 4.  | MHK Martin        | 3  | 0 | 1 | 2 | 09:20 | 1      |

## Super Final
Das Super Final fand vom 2. bis 4. Dezember 2005 in der schwedischen Hauptstadt Stockholm statt. Gesetzt war der Gastgeber und Titelverteidiger AIK Solna. Hinzu kamen die drei Qualifikanten der vorangegangenen Runde, der Schweizer Meister EV Zug, der russische Titelträger SKIF Moskau und der finnische Meister Espoo Blues, womit sich dieselben Mannschaften wie im Vorjahr in der Finalrunde wiedertrafen.
Nach dem ersten Spieltag setzten sich der Titelverteidiger aus Solna und der skandinavische Nachbar aus Espoo nach Siegen über die Konkurrenten an die Tabellenspitze. Am zweiten Turniertag trafen dann beide Teams aufeinander. Da sich Moskau und Zug im ersten Spiel des Tages unentschieden getrennt hatten, war bereits vor der Partie der beiden Tabellenführer klar, dass, wenn es einen Sieger geben sollte, die Russinnen und Schweizerinnen keine Chance auf den Titelgewinn mehr haben sollten. Solna gewann die Partie schließlich knapp mit 2:1 und verteidigte damit den Titel, da durch den direkten Vergleich untereinander keine Mannschaft mehr vorbeiziehen konnte. Der abschließende Turniertag, an dem Espoo Zug besiegte und Solna auch Moskau schlug, hatte daher nur noch statistischen Stellenwert.
Insgesamt besuchten 1.025 Zuschauer die sechs Turnierspiele.
| 2. Dezember 2005 15:00 Uhr | SKIF Moskau | 0:1 (0:0, 0:1, 0:0) Spielbericht (PDF; 17 kB) | Espoo Blues | Ritorps Ishall, Stockholm Zuschauer: 150 |
| 2. Dezember 2005 19:00 Uhr | AIK Solna   | 2:0 (0:0, 1:0, 1:0) Spielbericht (PDF; 17 kB) | EV Zug      | Ritorps Ishall, Stockholm Zuschauer: 200 |
| 3. Dezember 2005 13:00 Uhr | SKIF Moskau | 3:3 (1:0, 2:0, 0:3) Spielbericht (PDF; 17 kB) | EV Zug      | Ritorps Ishall, Stockholm Zuschauer: 150 |
| 3. Dezember 2005 17:00 Uhr | Espoo Blues | 1:2 (1:1, 0:1, 0:0) Spielbericht (PDF; 17 kB) | AIK Solna   | Ritorps Ishall, Stockholm Zuschauer: 250 |
| 4. Dezember 2005 13:00 Uhr | EV Zug      | 3:6 (0:1, 1:2, 2:3) Spielbericht (PDF; 17 kB) | Espoo Blues | Ritorps Ishall, Stockholm Zuschauer: 50  |
| 4. Dezember 2005 17:00 Uhr | AIK Solna   | 3:2 (1:0, 1:1, 1:1) Spielbericht (PDF; 17 kB) | SKIF Moskau | Ritorps Ishall, Stockholm Zuschauer: 225 |

| Pl. |             | Sp | S | U | N | Tore  | Punkte |
| 1.  | AIK Solna   | 3  | 3 | 0 | 0 | 07:03 | 6      |
| 2.  | Espoo Blues | 3  | 2 | 0 | 1 | 08:05 | 4      |
| 3.  | SKIF Moskau | 3  | 0 | 1 | 2 | 05:07 | 1      |
| 4.  | EV Zug      | 3  | 0 | 1 | 2 | 06:11 | 1      |

## Statistik

### Beste Scorerinnen
Abkürzungen: Sp = Spiele, T = Tore, V = Vorlagen, Pkt = Punkte, +/- = Plus/Minus; Fett: Turnierbestwert
| Spieler             | Team  | Sp | T | V | Pkt | +/− | SM |
| ------------------- | ----- | -- | - | - | --- | --- | -- |
| Karoliina Rantamäki | Espoo | 3  | 4 | 1 | 5   | +4  | 2  |
| Pernilla Winberg    | Solna | 3  | 2 | 2 | 4   | +2  | 0  |
| Danijela Rundqvist  | Solna | 3  | 1 | 3 | 4   | +2  | 6  |
| Julia Marty         | Zug   | 3  | 2 | 1 | 3   | +1  | 0  |
| Daniela Diaz        | Zug   | 3  | 2 | 1 | 3   | −2  | 2  |
| Marjo Voutilainen   | Espoo | 3  | 1 | 2 | 3   | +1  | 2  |
| Petra Vaarakallio   | Espoo | 3  | 1 | 2 | 3   | +3  | 6  |
| Isabelle Jordanson  | Solna | 3  | 0 | 3 | 3   | +2  | 0  |

### Beste Torhüterinnen
Abkürzungen: Sp = Spiele, TOI = Eiszeit (in Minuten), GT = Gegentore, SO = Shutouts, Sv% = gehaltene Schüsse (in %), GTS = Gegentorschnitt; Fett: Turnierbestwert
| Spieler             | Team  | Sp | TOI    | GT | SO | Sv%   | GTS  |
| ------------------- | ----- | -- | ------ | -- | -- | ----- | ---- |
| Kim Martin          | Solna | 3  | 180:00 | 3  | 1  | 97,52 | 1,00 |
| Noora Räty          | Espoo | 3  | 179:10 | 5  | 1  | 93,06 | 1,67 |
| Michelle von Allmen | Zug   | 3  | 179:45 | 8  | 0  | 91,30 | 2,67 |
| Nadja Alexandrowa   | SKIF  | 2  | 120:00 | 5  | 0  | 88,89 | 2,50 |

## Auszeichnungen
Spielertrophäen
| Auszeichnung        | Spieler        | Team        |
| ------------------- | -------------- | ----------- |
| Beste Torhüterin    | Kim Martin     | AIK Solna   |
| Beste Verteidigerin | Emma Laaksonen | Espoo Blues |
| Beste Stürmerin     | Daniela Diaz   | EV Zug      |

### Siegermannschaft
| European-Women-Champions-Cup-Sieger AIK Solna | Torhüterinnen: Valentina Lizana, Kim Martin Verteidigerinnen: Malin Åberg, Emilia Andersson, Emelie Berggren, Elin Holmlöv, Sara Lindquist, Andréa Morger, Henrietta Varviharju Angreiferinnen: Gizela Blom, Desirée Byström, Lisa Flemström, Nanna Hamell, Isabelle Jordansson, Angelica Lorsell, Emilie O’Konor, Danijela Rundqvist, Katarina Timglas, Pernilla Winberg, Sophie Zakrisson Cheftrainer: John Banarp |